# Falkenstein (Frankenfels)
Der Falkenstein ist ein 720 m ü. A. hoher Berg nahe der Marktgemeinde Frankenfels in Niederösterreich. Er gilt als guter Aussichtspunkt und ist besonders für seine nordwestseitigen Felswände, die Falkensteinmauer bekannt, die ein beliebtes Klettergebiet darstellen.

## Lage und Zugang
Der Falkenstein befindet sich östlich des Ortszentrums von Frankenfels. Oberhalb der steilen, dem Ort zugewandten Falkensteinmauer erstreckt sich ein flaches, landwirtschaftlich genutztes Gipfelplateau. Das Hochplateau liegt auf einer Höhe von (720 m ü. A.) und bietet einen hervorragenden Ausblick über den Ort Frankenfels, den gegenüberliegendem Frankenfelsberg und das Natterstal. Man kann den Aussichtspunkt südwestlich vom Markt Frankenfels über den Guten Hirten oder nordöstlich von der Pielachleitengegend über Nattershof und Vorder-Höhenberg erreichen. Der Pielachtaler Bahnwanderweg an der Mariazellerbahn von Gösing nach Kirchberg an der Pielach führt ebenso über die Falkensteinmauer wie der Große Pielachtaler Rundwanderweg 652.

## Klettergebiet Falkensteinmauer
Die Falkensteinmauer ist eine dreigeteilte Wand, die auf dem Gipfelplateau endet. Der Fels besteht aus grauem Kalkstein in verschiedenen Formen und Ausprägungen.
Sie ist mit einer Felshöhe von sieben bis 80 m die größte Felswand des Pielachtales und auch das Wahrzeichen von Frankenfels. Bedeutung hat die Mauer als Wanderziel und auch als Klettergebiet. Es gibt etwa 150 Routen in fünf Sektoren im Bereich IV- bis X+ (UIAA). Von Plattenklettereien bis zur Wandkletterei mit bis zu sieben Meter Überhang sind alle Schwierigkeitsgrade zu finden.

## Sonstiges
Die Bezeichnung des rund um den 952 m hohen Sonnberg (ehemals Hehenberg oder Höhenberg genannt) liegenden Weilers Falkensteinrotte leitet sich vom südöstlich der Mauer gelegenen Gehöft Falkenstein (Falkensteinrotte 3) ab.